# Илдико фон Кюрти
Илдико фон Кюрти (на немски: Ildikó von Kürthy) е германска журналистка и писателка на бестселъри в жанра любовен роман.

## Биография и творчество
Родена е в Аахен, Германия на 20 януари 1968 г. Баща ѝ е книжар и преподавател в Рейнско-Вестфалски технически университет Аахен, има унгарски произход. Тя завършва гимназия „Кайзер Карлс“ в Аахен. Учи журналистика в училището „Хенри Нанен“ в Хамбург.
След дипломирането си работи в продължение на 9 години в женското списание „Бригите“, а от 2009 г. е постоянен колумнист в него. В периода 1996 – 2005 г. е редактор на „Култура и изкуство“ във вестник „Щерн“. Прави репортажи, интервюта със знаменитости, пише техни портрети.
Един ден ѝ се обаждат от издателство „Роволт“ с предложението да напише роман. През 1999 г. е издаден романът ѝ „Нощна тарифа“, който става литературно събитие и е издаден в милиони тиражи. През 2001 г. романът е екранизиран в едноименния филм с участието на Грушенка Стивънс, Тим Бергман, Жасмин Табатабай.
Следват романите „Сърцебиене“, „Знаци на свободата“ и „Чудо невиждано“, които отново са в класациите на бестселърите в Германия. Героините на нейните романи са млади и еманципирани жени.
Омъжена е за журналиста Свен Михаелсен, с когото имат 2 сина – Габор и Леонард. Живее със семейството си в Хамбург.

## Произведения

### Самостоятелни романи
- Mondscheintarif (1999)
Нощна тарифа, изд.: ИК „Колибри“, София (2005), прев. Жанина Драгостинова
- Herzsprung (2001)
Сърцебиене, изд.: ИК „Колибри“, София (2006), прев. Жанина Драгостинова
- Freizeichen (2001)
- Blaue Wunder (2004)
- Höhenrausch (2006)
- Schwerelos (2008)
- Endlich! (2010)
- Sternschanze (2014)

### Детска литература
- Karl Zwerglein (2003)

### Документалистика
- Unter dem Herzen. Ansichten einer neugeborenen Mutter (2012) – автобиография

### Екранизации
- 2001 Mondscheintarif